# Фейргоуп Тауншип (округ Сомерсет, Пенсільванія)
Фейргоуп Тауншип (англ. Fairhope Township) — селище (англ. township) в США, в окрузі Сомерсет штату Пенсільванія. Населення — 100 осіб (2020).

## Демографія
Згідно з переписом 2010 року, у селищі мешкали 134 особи в 62 домогосподарствах у складі 37 родин. Було 116 помешкань
Расовий склад населення:
| - 100,0 % — білих |

До двох чи більше рас належало 0,0 %. Частка іспаномовних становила 0,0 % від усіх жителів.
За віковим діапазоном населення розподілялося таким чином: 19,4 % — особи молодші 18 років, 62,7 % — особи у віці 18—64 років, 17,9 % — особи у віці 65 років та старші. Медіана віку мешканця становила 50,0 року. На 100 осіб жіночої статі у селищі припадало 112,7 чоловіків;  на 100 жінок у віці від 18 років та старших — 120,4 чоловіків також старших 18 років.
Середній дохід на одне домашнє господарство  становив 42 884 долари США (медіана — 40 417), а середній дохід на одну сім'ю — 56 089 доларів (медіана — 51 250). За межею бідності перебувало 13,8 % осіб, у тому числі 0,0 % дітей у віці до 18 років та 12,5 % осіб у віці 65 років та старших.
Цивільне працевлаштоване населення становило 39 осіб. Основні галузі зайнятості: будівництво — 23,1 %, виробництво — 20,5 %, освіта, охорона здоров'я та соціальна допомога — 15,4 %.